# 422. verdensmesterskab i Quidditch
Det 422. verdensmesterskab i Quidditch er en fiktiv turnering i J.K. Rowlings bog Harry Potter og flammernes pokal. Turneringen blev i bogen holdt i England i 1994. Vinderen af dette verdensmesterskab var Irland, der vandt over Bulgarien i finalen med 170 mod 160.
I semi-finalen spillede Bulgarien mod Peru, der tabte. 
De andre hold der spillede i dette verdensmesterskab var Transsylvanien, England, Wales, Skotland, Luxembourg og Uganda.
Transsylvanien vandt over England (390 mod 10).
Uganda vandt over Wales.
Luxembourg vandt over Skotland.